# Rosiška
Rosiška, česky také Rozsučka nebo Rozsoška, ukrajinsky Росішка, maďarsky Rászócska, v minulosti Roszucska, je obec ve velkobočkovské venkovské komunitě, v okrese Rachov, v Zakarpatské oblasti Ukrajiny. Rosiška byla založena na začátku 13. století, v roce 1207. Nad obcí se tyčí hora Kobyla, vysoká 1177 metrů nad mořem. Obec se nachází 35 km jihozápadně od okresního centra města Rachov a 8 km od nejbližší vlakové stanice Velký Bočkov. K hranici s Rumunskem je to přibližně šest kilometrů. Soukromé farmy jsou rozesety po okolních svazích karpatských kopců.
Je zde muzeum přibližující historii obce. Mezi exponáty jsou huculské kroje a oděvy a také starodávné věci používané horaly v každodenním životě, zejména kolovraty, džbány, cimbály.

## Historie
Obec byla založena na začátku 13. století, v roce 1207. Do uzavření Trianonské smlouvy byla obec součástí Uherska, poté byla součástí Československa.  Od roku 1945 byla obec součástí Ukrajinské sovětské socialistické republiky, která byla součástí Sovětského svazu; nakonec od roku 1991 je součástí samostatné Ukrajiny.

## Obyvatelstvo
V roce 1921 zde žilo 586 obyvatel, z toho 560 Rusínů a 26 Židů.
V roce 2001 zde žilo 1137 obyvatel, v roce 2025 pak 1160 obyvatel. Většina místních obyvatel je zaměstnána v zahraničí, a to v České republice, méně na Slovensku, v Polsku, Rusku atd. Většinu zbytku zaměstnané populace tvoří státní zaměstnanci nebo soukromí podnikatelé.